# 劉方 (河陰縣公)
劉方（？—605年），一作刘仲方，京兆郡長安縣人，北周和隋朝將領。他以平定交州李佛子之亂和遠征林邑而出名。
北周時為上士，因戰功，授上儀同。580年，楊堅成為北周丞相，劉方跟隨韋孝寬，前往相州討伐尉遲迥，因功，授開府儀同三司，封河陰縣侯。
581年，楊堅代北周自立，建立隋朝，進封公爵。583年，追隨衛王楊爽自白道攻打突厥，升大將軍。此後，歷任甘州刺史、瓜州刺史。
542年，李賁部将交州人李佛子據越王故城起兵造反，遣兄子李大權佔據龍編城、別帥李普鼎佔據鳥延城。602年，在左僕射楊素推薦下，劉方擔任交州道行軍總管，以度支侍郎敬德亮為長史，統帥二十七營進軍前往討伐。劉方治軍嚴格，犯禁令者皆斬。若有士兵生病，劉方親自前往看病。行軍至尹州，敬德亮得了重病。劉方前往探病，見敬德亮病危，傷心地悲泣嗚咽，一行人無不感動。劉方行軍至都隆嶺，李佛子派2000人攻擊，劉方派營主宋纂、何貴、嚴願等人將其擊敗。隨後進兵與李佛子對峙，遣人向李佛子曉以利害。最終李佛子投降，被押送長安。
此後，劉方任驩州道行軍總管，以尚書右丞李綱為司馬，負責經略林邑。劉方派遣欽州刺史甯長真、驩州刺史李暈、上開府秦雄等人攻打越常，又自與大將軍張愻、司馬李綱等人，率水軍攻打比景。605年，劉方率水軍到達入海口，林邑王范梵志派兵把守要塞，但被劉方擊敗逃走。隋軍沿闍黎江進軍，林邑軍在南岸設立防柵。劉方通過大量設置旌旗、敲打金鼓來示威，林邑軍驚恐潰散。劉方命以弓弩射擊大象，大象負傷，回頭衝亂了林邑軍隊的陣腳，使其傷亡慘重，在退卻途中被俘虜上萬人。渡過区粟、越過六里，擊敗沿途遭遇的林邑部隊。隨後沿大綠江而進，擊破沿途各處要塞。經過馬援銅柱，又南進八日，到達林邑國的國都。林邑王范梵志棄城逃往海上。隋軍自林邑王廟中掠得了金人，洗劫了林邑王宮殿，勒石紀功而還。因當地酷熱，隋軍腳上浮腫，死者十之四五。劉方也因病在歸國途中死去。追贈上柱國、盧國公。其子劉通仁嗣。

## 延伸阅读
[在维基数据编辑]
 《隋書·卷53》，出自魏徵《隋书》